# تصوير شعاعي سني
اكتشفت الأشعة السينية أو كما يقال لها أشعة (x) من قبل العالم الألماني روتنجن عام 1895، ومنذ ذلك الوقت بدأت هذه الأشعة تأخذ دورا هاما في مجالات الطب المختلفة حيث تستخدم في تشخيص الأمراض كما تستخدم في علاج بعض الأمراض كالسرطانات.
التصوير السني بالأشعة السينية هي صور أشعة سينية للأسنان وعظام الفك والأنسجة والهياكل المحيطة بها للمساعدة على تشخيص مشاكل الأسنان والفم والفك. من الممكن لصور الأشعة السينية إظهار التجاويف، الأورام، والهياكل السنية المخفية مثل ضرس العقل، وفقدان العظام الذي لا يمكن ملاحظته في أثناء الفحص البصري.
تجرى الصورة الشعاعية عن طريق إطلاق حزمة من الأشعة السينية التي تخترق الهيكلية الفموية عند مستويات مختلفة قبل أن تستقر على الفيلم أو المستشعرات الشعاعية. في الصور الشعاعية تظهر الأسنان بلون فاتح عن النسج المحيطة بسبب ممانعتها لاختراق الأشعة، ووجود أي تجاويف أو تسوس في الأسنان سيظهر في الصور بلون مختلف داكن بسبب انخفاض كثافة تلك المادة.
بعد تعرض الفيلم الفوتوغرافي للإشعاع يتم تحضيره عادة باستخدام مواد كيميائية في غرفة مظلمة لأن الفيلم يكون حساسا للضوء الطبيعي. تكون هذه العملية دقيقة وأي تغيير في العملية قد يؤدي إلى ضرورة إعادة عملية التصوير وتعرض المريض لكمية أكبر من الإشعاع. أما في حال استخدام أجهزة التصوير بالأشعة السينية الرقمية فتستقبل المستشعرات الإلكترونية الأشعة محولة الإشارة إلى صورة رقمية تظهر بواسطة الحاسب ومقللة مخاطر ضرورة إعادة عملية التصوير وهي تنتشر أكثر فأكثر في القطاع الصحي مؤخرا.

## قواعد الاستعمال
هناك العديد من المخاطر المرتبطة بإجراء التصوير الشعاعي السني، على الرغم من أن الجرعة التي يتعرض لها المريض هي أقل جرعة ممكنة فيجب أخذ الجرعة الجماعية بعين الاعتبار في هذه الحالة أيضًا. لذلك، يتعين على الجرّاح والطبيب اللذين يصفان الأدوية أن يكونا على دراية بمسؤولياتهما عندما يتعلق الأمر بتعريض المريض للإشعاع المؤين. لدى المملكة المتحدة مجموعتان من القواعد المتعلقة بالأشعة السينية. هذه هي قواعد الإشعاعات المؤينة لعام 2017 وقواعد التعرض للأشعة المؤينة الطبية (اختصارًا آيرمير IRMER) لعام 2018. تتعلق قواعد الإشعاعات المؤينة 17 أساسًا بحماية الطاقم الطبي والعمال، إلى جانب معايير المعدات. أما قواعد الإشعاعات المؤينة 18 فهي مخصصة لحماية المرضى. تحل هذه اللوائح محل الإصدارات السابقة التي كانت تتبع لسنوات عديدة (قواعد الإشعاعات المؤينة 99 وقواعد التعرض للأشعة المؤينة الطبية 2000). لقد جاء هذا التغيير في المقام الأول بسبب التوجيهات الأساسية لمعايير السلامة لعام 2013 (المعروف باسم توجيهات المجلس الأوروبي 2013/59 يوروتام)، والتي تطلب من جميع الدول الأعضاء في الاتحاد الأوروبي تحويلها إلى قانون وطني بحلول عام 2018.
إن القواعد المذكورة أعلاه خاصة بالمملكة المتحدة. بينما يخضع الاتحاد الأوروبي والولايات المتحدة الأمريكية بشكل أساسي لتوجيه يوروتام رقم 2013/59 والإرشادات الفيدرالية للحماية من الإشعاعات على التوالي. الهدف من كل هذه المعايير، بما في ذلك المعايير الأخرى التي تحكم البلدان الأخرى، هو حماية المريض والطاقم الطبي وضمان آمان معدات الصيانة وضمان الجودة أيضًا. نشرت هيئة الصحة والسلامة التنفيذية في المملكة المتحدة أيضًا، مدونة تتضمن الممارسات المعتمدة والمصاحبة للإرشادات المرتبطة بها، والتي تقدم المشورة العملية حول كيفية الامتثال للقانون. لا يعد إتباع قواعد الممارسة المعتمدة إلزاميًا. ومع ذلك، فإن الالتزام به يمكن أن يكون مفيدًا للغاية للشخص الاعتباري إذا كان عليه أن يواجه أي إهمال أو عدم امتثال لقضايا القانون، لتأكيده تنفيذ الشخص الاعتباري المذكور ممارسة جيدة للتصوير الشعاعي.

### المسؤولية القانونية ولوازم الطاقم الطبي
هناك بعض الأدوار والمسؤوليات الرئيسية التي يتعين القيام بها من قبل شخص معين وفقًا لقواعد الإشعاعات المؤينة 17 وآيرمير 18. قد يقوم شخص واحد بأكثر من دور. يُعرف الشخص الاعتباري أو الشخص القانوني، على أنه الشخص الذي يتحمل المسؤولية القانونية في ما يتعلق بكل جوانب الأشعة السينية للأسنان وكل عنصر من المعدات المساعدة المرتبطة بسلامة الطاقم الطبي والمرضى.
1)  المشرف على الحماية من الإشعاع
يتمثل دوره في ضمان الامتثال لقواعد الإشعاعات المؤينة 17 والإشراف على الترتيبات المنصوص عليها في القواعد المحلية للتصوير الشعاعي السني.
2)  المُوجّه
تعرّف آيرمير 18 المُوجّه على أنه طبيب مسجّل في مجال الطب أو طب الأسنان أو غيرها من المجالات الممارسة للمهن الطبية، يحق له وفقًا لإجراءات الأشخاص الاعتباريين إحالة الأفراد للتعرض الطبي لقواعد الإشعاعات المؤينة. عادةً ما يكون هو طبيب الأسنان في مجال طب الأسنان.
3)  الطبيب المُمارس للمهنة
تُعرّف آيرمير 18 الطبيب المُمارس، بأنه طبيب مُسجل في مجال الطب أو طب الأسنان أو غيرها من المجالات الممارسة للممهن الطبية، ويحق له وفقًا لإجراءات الشخص الاعتباري تحمل مسؤولية التعرض الطبي الفردي، بما معناه أنه المسؤول عن تقديم سبب لتصوير الأشعة السينية.
4)  فني الأشعة
تُعرّف آيرمير 18 فني الأشعة، بأنه طبيب مُسجل في مجال الطب أو طب الأسنان أو غيرها من المجالات الممارسة للمهن الطبية، يحق له وفقًا لإجراءات الشخص الاعتباري تنفيذ الجوانب العملية المرتبطة بالفحص الشعاعي، التي تشمل تحديد هوية المريض وعملية التصوير بالأشعة السينية، بالإضافة إلى التقييم السريري للتصوير الشعاعي. من الممكن ومن الأفضل أن يؤدي شخص واحد دور الموجّه والطبيب المُمارس وفني الأشعة.
تُعد التجهيزات الخارجية أيضًا من ضمن القوانين المتعلقة بالقواعد، وهي من مسؤولية مستشار الحماية من الإشعاع وخبير الفيزياء الطبية.
بموجب قواعد الإشعاع المؤين رقم 17، فإن تدريب الموظفين على الالتزام بالقواعد أمر بالغ الأهمية. من واجب الشخص الاعتباري ضمان الالتزام بهذا المعيار. يشمل هذا التدريب على سبيل المثال لا الحصر:
- ضمان تدريب الموظفين المناسبين بما يتناسب مع واجباتهم، ومعرفة مخاطر التعرض للأشعة والاحتياطات الواجب اتخاذها وأهمية الامتثال للقواعد.
- يجب على الأعضاء الآخرين المرافقين للمريض (مثال ابنة مريض مُسنّ) أن يكونوا على دراية بالمعلومات المتعلقة بصحتهم وسلامتهم.
- بروتوكول لفنيات الأشعة الإناث اللواتي قد تكن حاملات.

يُعد تبرير التعرض للأشعة السينية للمريض في غاية الأهمية لتوثيقه بموجب القواعد.

## التصوير السني وتشخيص الحالات
تعتبر أشعة x من أهم وسائل التشخيص في حقول طب الأسنان المختلفة حيث أنها تساعد الطبيب على اكتشاف الكثير من الأمراض ووضع التشخيص الدقيق للحالة مما يساعده على وضع الخطة العلاجية المناسبة للمريض.
فمثلا تساعد الأشعة السينية في الكشف عن ما يلي:
- وجود نخر في الأسنان.
- مستوى العظم وكثافته.

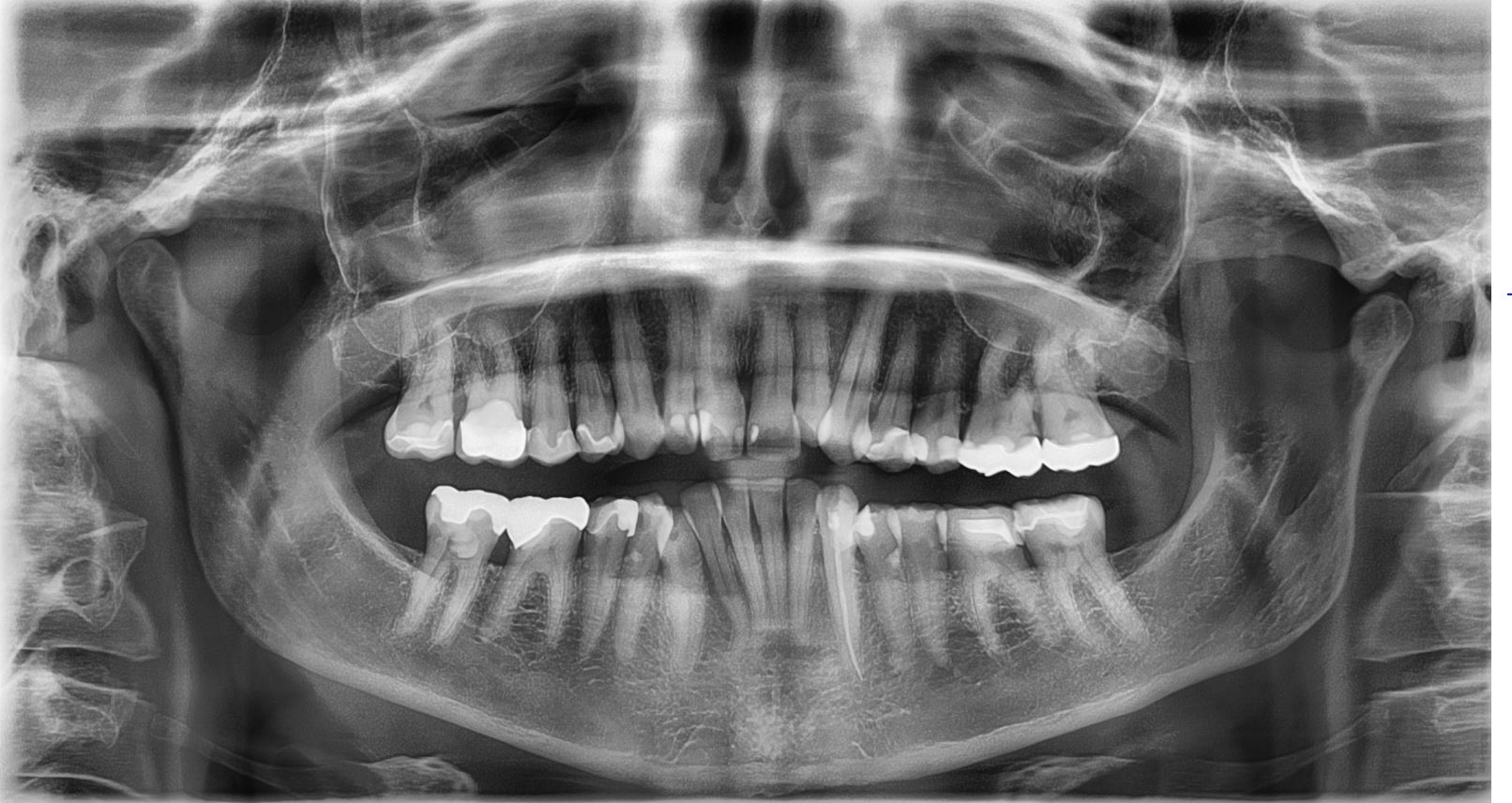
أشعـه بانوراما توضح شكل الفك و الاسنان

- الآفات الذروية (في جذور الأسنان) والأكياس.
- شكل واتجاه جذور الأسنان مما يساعد في عملية قلع الأسنان خاصة قلع ضرس العقل.
- علاقة الفكين العلوي والسفلي ببعضهما البعض وعلاقة الأسنان العلوية والسفلية مما يساعد في وضع خطة علاجية لحالات التقويم.
- وضع المفصل الفكي الصدغي.
- بزوغ الأسنان اللبنية والدائمة.
- علاقة جذور الأسنان العلوية الخلفية بالجيوب الأنفية.
- وجود أسنان مطمورة ووضعها.
- الكشف عن وجود أمراض سرطانية.
- كسور الفكين.
- إعطاء صورة كاملة عن كافة العلاجات السنية السابقة من حشوات وعلاج عصب وغيرها.

## أهم أنواع الصور الإشعاعية المستخدمة في طب الأسنان
1. أشعة أسنان Periapical: تكون صغيرة الحجم (3×4 سم) وتظهر فيه ثلاثة أو أربعة أسنان كاملة
2. أشعة إطباقية Occlusal: تكون بحجم أكبر ويظهر حالة الأسنان والأنسجة المحيطة بها لفك كامل (علوي أو سفلي)
3. أشعة بانورامية Panoramic: يظهر حالة الأسنان والأنسجة المحيطة بها لمنطقة الفكين (العلوي والسفلي) كاملة والمفصل الفكي الصدغي والجيوب الأنفية.

## مخاوف الإشعاع
يتخوف الكثيرون من التصوير الشعاعي لما هو معروف بأن هذه الأشعة تسبب تغييرات في الخلايا الحية، ولكن الحقيقة أن كمية الأشعة المستخدمة في الصور الإشعاعية السنية قليلة جدا بحيث لا تشكل خطورة على المريض، حيث تعادل كمية الإشعاع الطبيعي المتراكم لعدة أيام أو لكمية الإشعاع المتلقاة أثناء رحلة طيران داخلية. بالإضافة إلى ذلك فإن أجهزة التصوير الحديثة مصنوعة بحيث تعطي أقل كمية ممكنة من الأشعة للإيفاء بالغرض المطلوب. كما أنها تسلط الأشعة على المنطقة المطلوبة حصريا «أي أن كمية الأشعة المبعثرة (scattered radiation) ضئيلة جدا» تكاد لا تذكر، إضافة إلى أن الأفلام الحديثة عالية السرعة أي أنها تحتاج لانبعاث الأشعة لمدة زمنية قصيرة جدا. وقد يستخدم غطاء واقي من الرصاص لتقليل كمية الإشعاع المعرض له الأفراد، كما أن مشغل الجهاز قد يغادر الغرفة أو يختفي وراء حاجز ويقوم بتشغيل مصدر الأشعة من هناك.

## اقرأ أيضاً
- حواجز أندروود